# Jeans-instabiliteit
De jeans-instabiliteit of jeansmassa is de hoeveelheid gas die bij een gegeven temperatuur en druk minstens bijeen moet zijn om te kunnen samenklonteren. De jeansdichtheid is dus bij gegeven temperatuur de minimale dichtheid die nodig is om te kunnen samentrekken. Dit draagt bij aan de stervorming uit gaswolken. Zonder verschijnselen als de jeans-instabiliteit zou stervorming onmogelijk zijn. Het getal is genoemd naar de Britse natuurkundige James Jeans.
De jeansmassa is gelijk aan:
{\displaystyle M_{J}=\left({\frac {4\pi }{3}}\right)\rho R_{J}^{3}=\left({\frac {\pi }{6}}\right){\frac {c_{s}^{3}}{G^{3/2}\rho ^{1/2}}}\simeq (2{\mbox{ M}}_{\odot })\left({\frac {c_{s}}{0{,}2{\mbox{ km s}}^{-1}}}\right)^{3}\left({\frac {n}{10^{3}{\mbox{ cm}}^{-3}}}\right)^{-1/2}}
waarbij {\displaystyle R_{J}} de jeanslengte, {\displaystyle c_{s}} de geluidssnelheid in de interstellaire wolk, en {\displaystyle n} de dichtheid (aantal waterstofmoleculen per kubieke decimeter) is. 

## Afleiding van de uitdrukking voor de jeansmassa
In een interstellaire gaswolk zijn twee elkaar tegenwerkende krachten werkzaam. De gasdruk, veroorzaakt door de thermische beweging van de atomen of moleculen, wil de wolk laten uitzetten, terwijl de zwaartekracht haar wil laten samentrekken. De jeansmassa is de kritische massa waarbij beide krachten elkaar juist in evenwicht houden. In de nu volgende afleiding zullen numerieke constanten (zoals π) en natuurconstanten (zoals de gravitatieconstante) in eerste instantie buiten beschouwing worden gelaten. In het eindresultaat zullen zij weer worden ingevoerd. 
Beschouw een homogene bol gas met straal R. Om deze bol samen te persen tot straal R – dR moet arbeid tegen de gasdruk worden verricht. Tijdens het samenpersen komt zwaartekrachtsenergie vrij. Als deze energie gelijk is aan de arbeid die op het gas moet worden verricht, is de kritische massa bereikt. Zij M de massa van het gas, T de (absolute) temperatuur, n de deeltjesdichtheid, en p de gasdruk. De arbeid die tegen de gasdruk moet worden verricht is p dV. Gebruik makend van de ideale gaswet, volgens welke p=nT, komt men tot de volgende uitdrukking voor de arbeid dW:
{\displaystyle dW=nTR^{2}dR}
De potentiële zwaartekrachtsenergie van een bol met massa M en straal R wordt, afgezien van constanten, gegeven door de volgende uitdrukking:
{\displaystyle U={\frac {M^{2}}{R}}}
De hoeveelheid energie die vrijkomt als de bol samentrekt van straal R tot straal R – dR wordt verkregen door deze uitdrukking naar R af te leiden, zodat
{\displaystyle dU={\frac {M^{2}}{R^{2}}}dR}
De kritische massa is bereikt zodra de vrijgekomen zwaartekrachtsenergie gelijk is aan de arbeid die op het gas wordt verricht:
{\displaystyle {\frac {M^{2}}{R^{2}}}=nTR^{2}}
Vervolgens moet de straal R nog worden uitgedrukt in de deeltjesdichtheid n en de massa M. Dit kan door middel van de relatie
{\displaystyle M=nR^{3}}
Enig uitschrijfwerk leidt tot de volgende uitdrukking voor de kritische massa.
{\displaystyle M=\left({\frac {T^{3}}{n}}\right)^{\frac {1}{2}}}
Als in de afleiding alle constanten worden meegenomen, dan resulteert de uitdrukking
{\displaystyle M=\left({\frac {375k^{3}}{4\pi m^{4}G^{3}}}\right)^{\frac {1}{2}}\left({\frac {T^{3}}{n}}\right)^{\frac {1}{2}}}
waarin k de constante van Boltzmann is, G de gravitatieconstante, en m de massa van een gasdeeltje. Uitgaande van een gaswolk bestaande uit atomaire waterstof, kan de voorfactor worden bepaald. Als er zonsmassa wordt gekozen als eenheid, dan is het resultaat
{\displaystyle M=3\times 10^{4}\left({\frac {T^{3}}{n}}\right)^{\frac {1}{2}}}